# Steyr 480
Der Steyr 480 war ein 5-Tonnen-Lastkraftwagen der österreichischen Steyr-Daimler-Puch AG.

## Geschichte
Der Steyr 480 erschien im Jahr 1957 und war die verstärkte Ausführung des Steyr 380. Das Führerhaus war neu gestaltet worden und zeigte speziell am Kühlergrill mehr Chromzierrat. Bereits 1956 erschien der erste 480er als Frontlenker-Omnibus.
Der Typ erwies sich als beliebtes Fahrzeug, speziell für Feuerwehrautos und Bier-Lkw, und blieb bis zum Produktionsende 1969 unverändert. Auch das Österreichische Bundesheer schaffte Steyr 480 an. Es gab die Typen 480 (Normalausführung), 480f (Großraum-Lkw), 480k (Kipper), 480g (Sattelzugmaschine) und 480u (Langrahmen-Fahrgestell). 1961 erschien der verstärkte 480z mit einer Nutzlast von 6 Tonnen.

## Technik
Der Steyr 480 entspricht technisch weitgehend dem kleineren Modell 380 und ist ebenso ein zweiachsiger Haubenlenker-Lkw mit Frontmotor und Hinterradantrieb. Die Hinterachse ist eine an doppelten Blattfedern aufgehängte Starrachse. Vorn ist es eine als Faustachse ausgeführte Starrachse mit Blatt- bzw. Halbelliptikfedern und Gemmer-Lenkung der ZF Friedrichshafen.
Als Motor kommt der aus dem 380er weiterentwickelte Viertakt-Saugdieselmotor vom Typ Steyr WD 413c mit vier Zylindern in Reihe zum Einsatz. Der Hubraum beträgt 5,3 Liter, die Leistung 95 PS. Die Zylinder haben nasse Laufbuchsen und einzeln abnehmbare Zylinderköpfe.
Das Drehmoment bzw. die Antriebskraft wird über eine hydraulisch betätigte Einscheibentrockenkupplung auf ein Fünfganggetriebe mit Klauenschaltung übertragen. Über eine zweiteilige Gelenkwelle (und ein zusätzliches Zwischengetriebe auf Wunsch) wird das Drehmoment an die Hinterachse geleitet. Das Fahrerhaus ist gummigelagert und schallisoliert, bietet drei Personen Platz und hat eine ungeteilte Frontscheibe mit „Defroster“.

## Bildergalerie

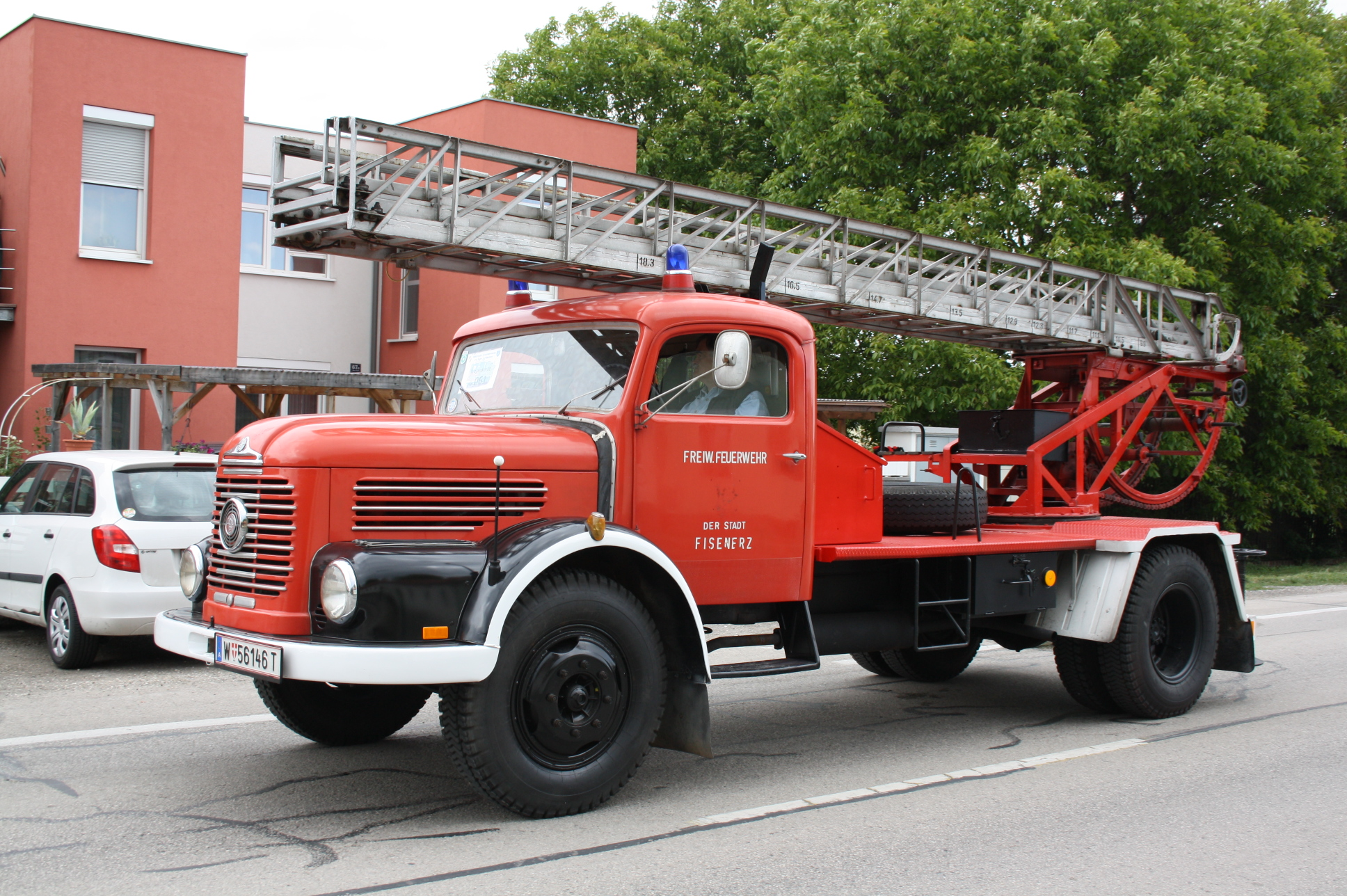
Steyr 480 als Feuerwehrauto mit Drehleiter …
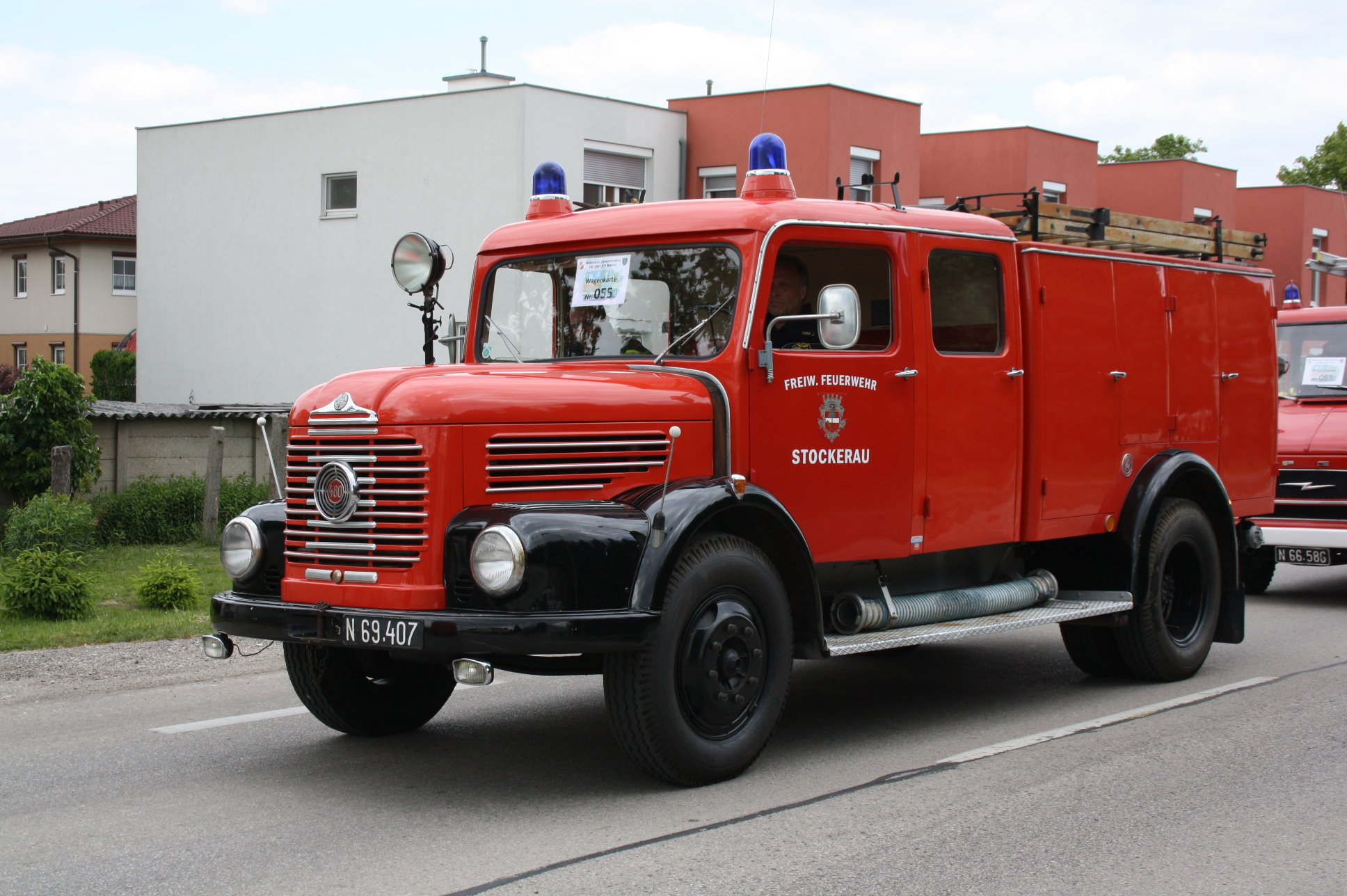
… als Feuerwehr-Einsatzfahrzeug…
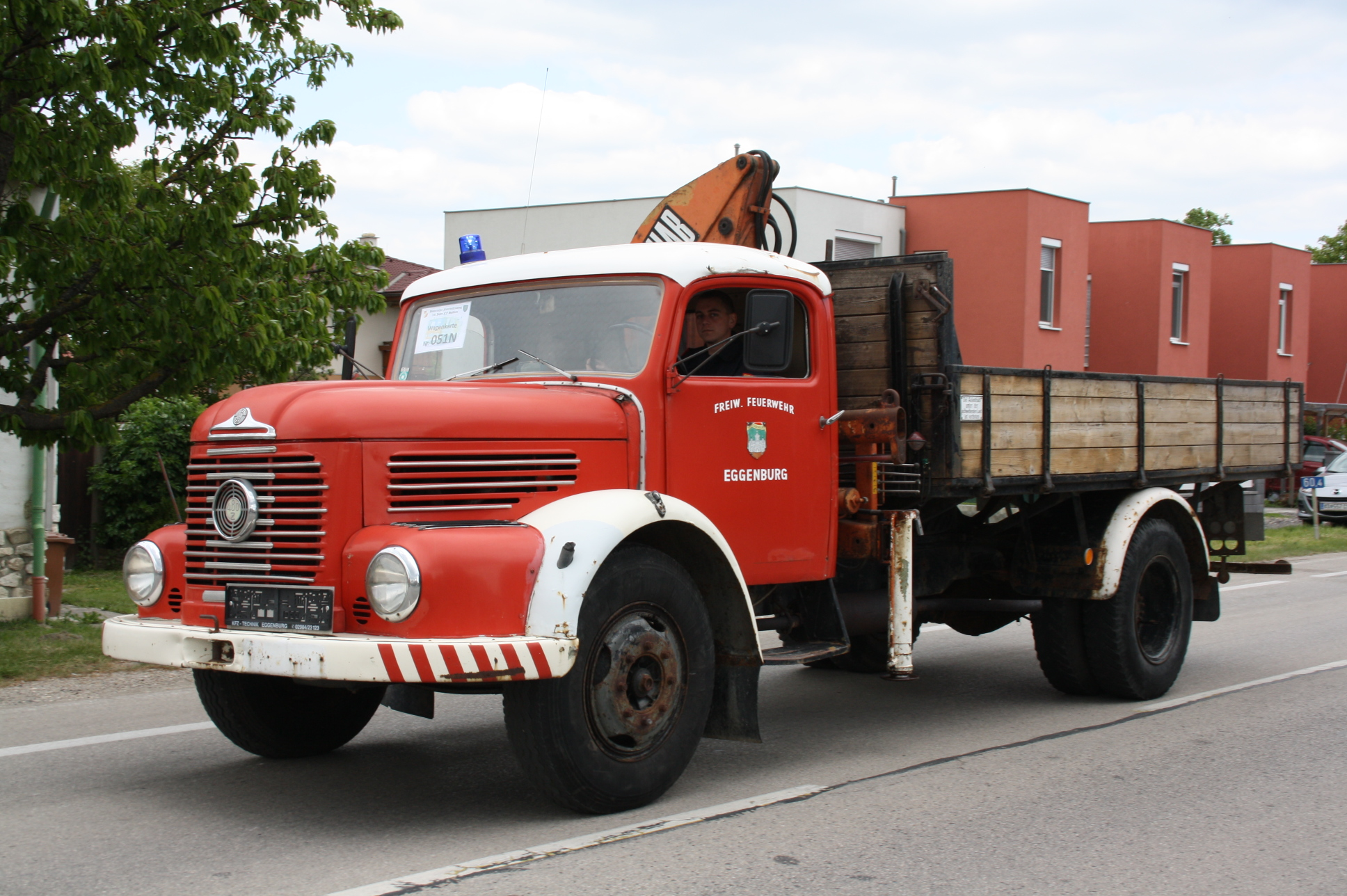
… als Feuerwehr-Einsatzfahrzeug (480z) …
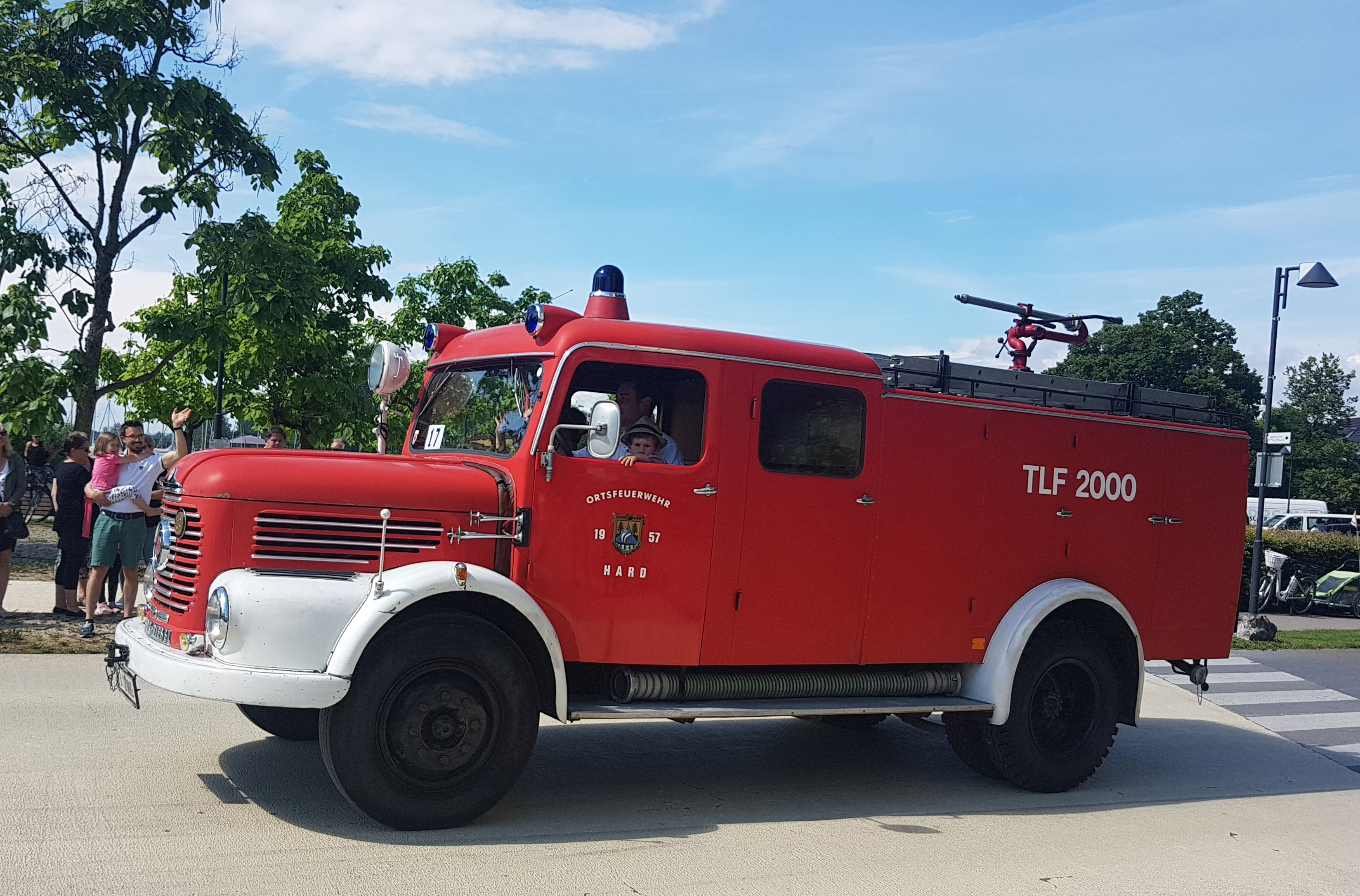
… und als Tanklöschfahrzeug
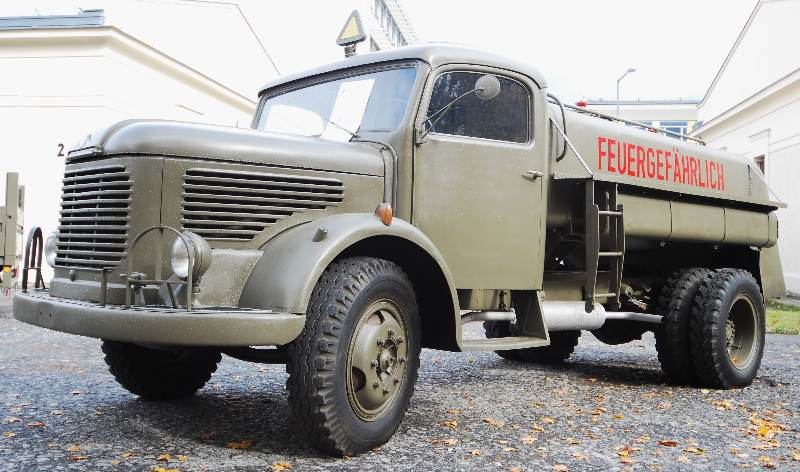
Als Tankwagen des Bundesheeres
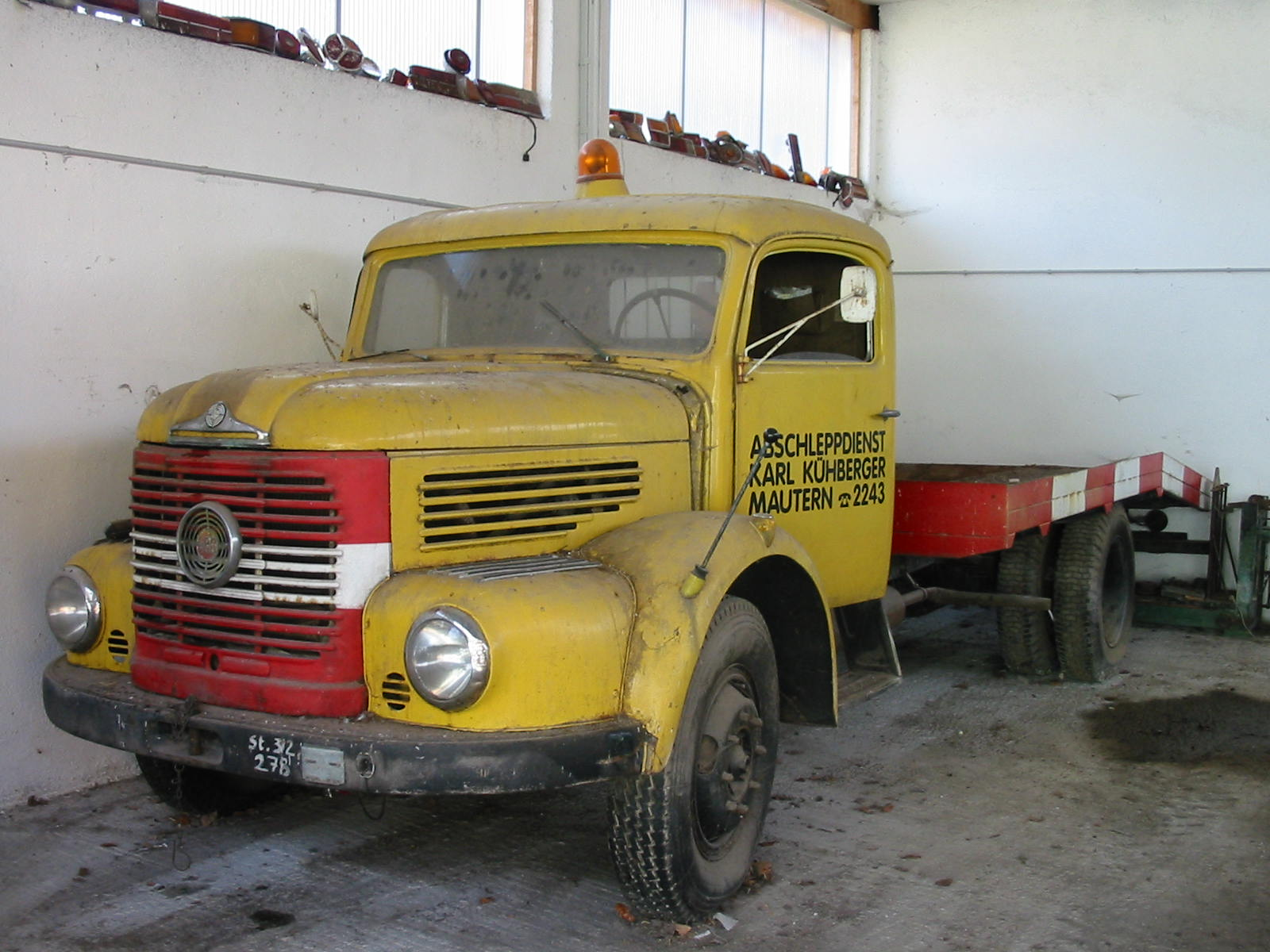
Steyr 480u als Abschleppwagen
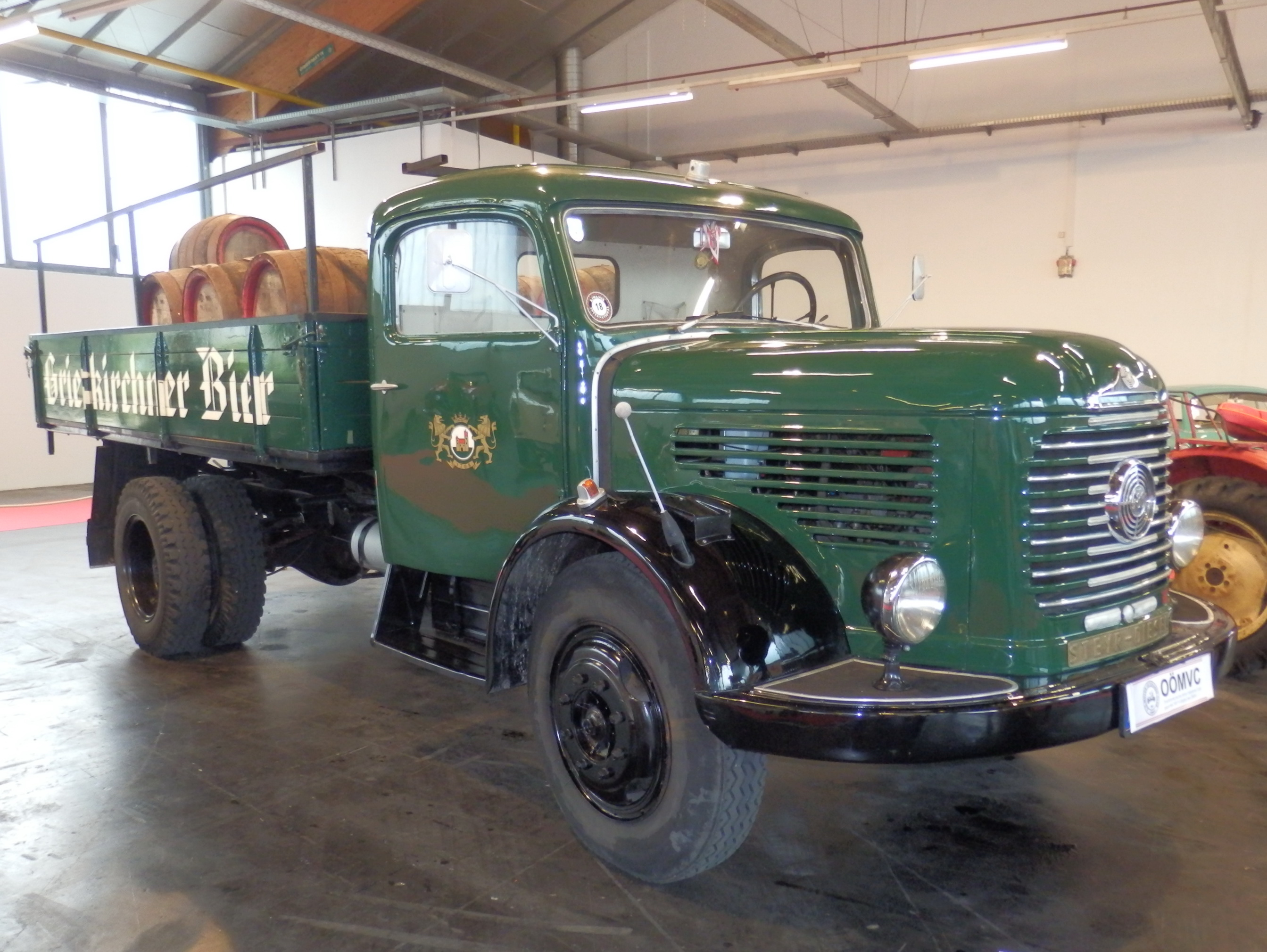
Als Biertransporter
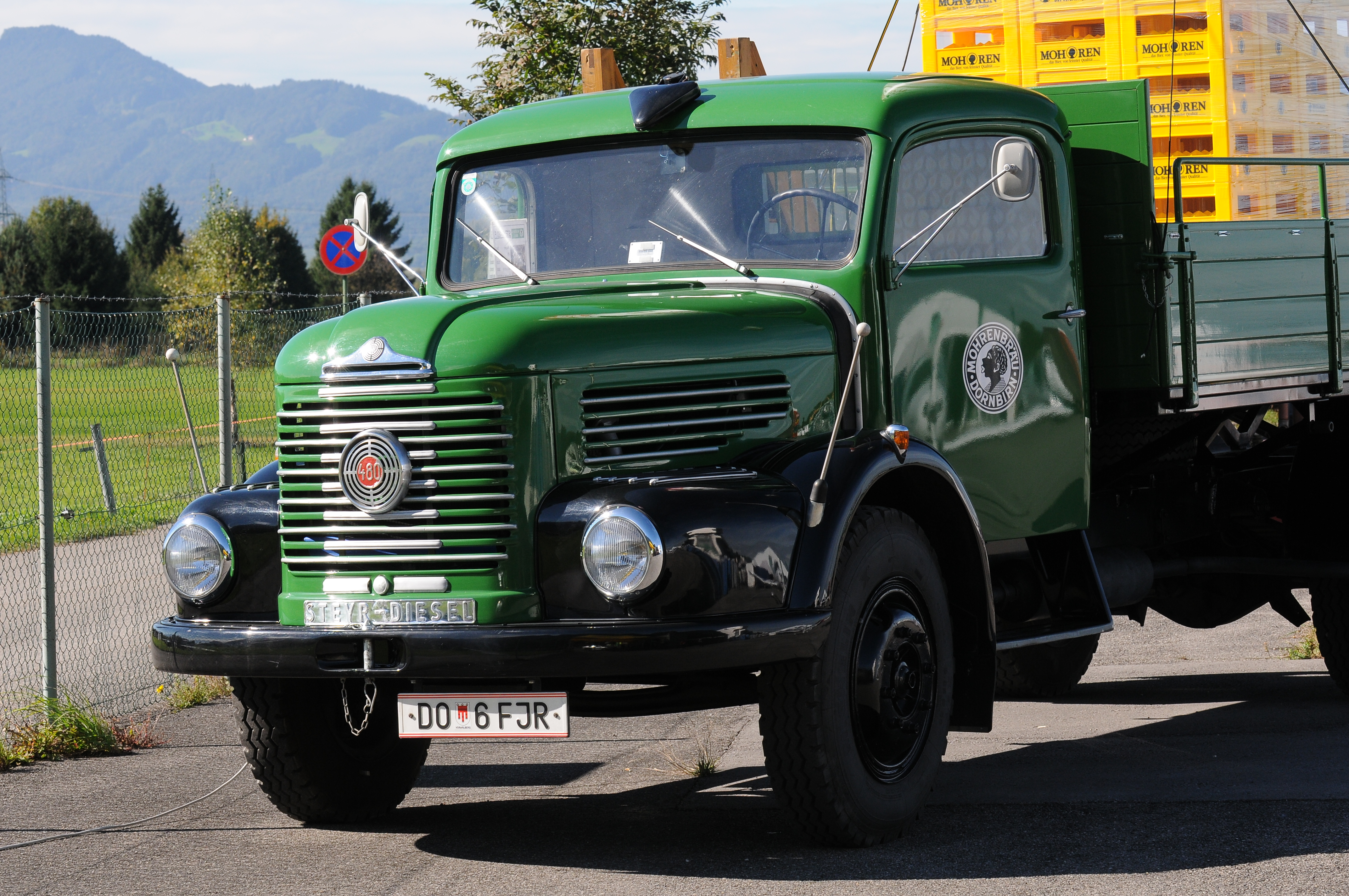
480f als Transporter der Brauerei Mohrenbräu